# World Society of Victimology
Die World Society of Victimology (WSV)  ist eine gemeinnützige Nichtregierungsorganisation zur Viktimologie mit
beratendem Status beim Wirtschafts- und Sozialrat der Vereinten Nationen und beim Europarat. Sie wurde 1979 auf dem dritten internationalen Symposium für Viktimologie in Münster gegründet. Seit 1982 gibt die WSV den offiziellen Newsletter The Victimologist heraus.
Die WSV hat akkreditierte Vertreter beim Europarat und bei den Büros der Vereinten Nationen in New York, Genf, Wien und an anderen Orten, an denen die UNO tagt. vertreten. Sie setzt sich, in Zusammenarbeit mit dem International Victimology Institute (INTERVICT) der Universität Tilburg für die Verabschiedung einer vollständigen UN-Konvention über Gerechtigkeit und Unterstützung für Opfer von Verbrechen und Machtmissbrauch ein.

## Bisherige WSV-Präsidenten
Folgende Personen waren bisher Präsident der WSV:
- 1979–1985: Hans Joachim Schneider, Deutschland
- 1985–1988: Zvonimir Paul Šeparović, Kroatien
- 1988–1991: Koichi Miyazawa, Japan
- 1991–1994: Chris Sumner, Australien
- 1994–1997: Irvin Waller, Kanada
- 1997–2000: Jan van Dijk, Niederlande
- 2000–2003: Gerd Ferdinand Kirchhoff, Deutschland
- 2003–2006: Marlene A. Young, USA
- 2006–2009: John P.J.Dussich, USA
- 2009–2018: Marc Groenhuijsen, Niederlande
- 2018–2021: Robert Peacock, Südafrika
- 2021–2024: Janice O. Joseph, USA
- 2024–: Gema Varona (Universität des Baskenlandes)[6]